# 佳能 TS-E 17mm 鏡頭
佳能  TS-E 17mm f/4L 鏡頭是一系列由佳能公司生產的移轴鏡頭，為佳能L鏡頭。一共有下列幾種型號：
- TS-E 17mm f/4L

镜头搭载了移轴旋转功能，倾斜和偏移的相对角度为约0°-90°。的移轴量为倾角量约±6.5°、偏移量约±12毫米。

當TS-E 17mm鏡頭用於佳能數碼EOS系列的APS-C幅面機身（如佳能 EOS 60D）時，視角會變窄，其等效於全幅機身上的27.2mm視角（乘以系數1.6）。當用於APS-H幅面機身（如佳能 EOS-1D Mark IV）時，其等效於全幅機身的22.1mm視角（乘以系數1.3）。

## 外部連結
- Canon TS-E 17mm f/4L （页面存档备份，存于）